# Салатна заправка
Салатні заправки, салатні соуси, дресинги (англ. dressing — «вбирання») — допоміжні страви-приправи, певного складу, покликані надати салатам додаткових смакових якостей (пікантність, соковитість, солодкість, кислоту) і з'єднати інгредієнти салату між собою. Найпопулярнішими салатним заправками в Україні є олія, сметана та майонез.
У європейській кухні для салатів із сирих овочів найпоширеніша типова французька вінегретна заправка зі збитих разом в емульсію олії і оцту, іноді з додаванням інших спецій (часто гірчиці і часнику). Вважається, що заправка з суміші оцту і олії була відома ще стародавнім єгиптянам. Відомі також кілька більш густі заправки для салатів на основі майонезу чи молочних продуктів (вершків, натурального йогурта, сколотин або крем-фрешу), які надають салату м'який кислуватий смак і часто подаються окремо, як соуси-діпи, тобто для обмакувания в них овочів. У салатних заправках також використовуються вино, гірчиця, рубана зелень, лимонний сік або сік лайму, томатна паста. Особливим розмаїттям відрізняються заправки в кухнях країн Закавказзя. Складні салатні заправки містять безліч компонентів, їх пропорції можуть варіюватися від страви до страви. Тому в рецептах іноді просто вказують компоненти, але їх співвідношення і міцність залишають на розсуд господинь.